# Boros György (püspök)
Boros György (Tordátfalva, 1855. április 19. – Kolozsvár, 1941. január 25.) unitárius lelkész, erdélyi magyar unitárius püspök 1928-tól 1938-ig, teológiai és történeti tanulmányok írója, szerkesztő, műfordító.

## Életútja
Tanulmányait székelykeresztúri középiskolai évek után Kolozsvárt és Londonban végezte, több utat tett Angliába és Amerikába, a Harvard Egyetem tiszteletbeli doktora. Teológiai tanár, majd unitárius püspök (1928–38). Indítványára alakult meg 1885-ben Brassai Sámuel elnökletével a Dávid Ferenc Egylet, 1888-ban megindította az Unitárius Közlönyt, melynek 1924-ig szerkesztője; 1926-28-ban főmunkatársa a Véndiákok Lapjának.
Tevékeny részt vett az EME és az Erdélyi Irodalmi Társaság működésében; konzervatív irányzatot képviselt. Angol nyelvismeretét gyümölcsöztette fordításaiban (Gannet, C. Vilmos: Az édes otthon. Kolozsvár, 1896; Keller Helén siket-néma vak leány önéletírása, Budapest, 1905). Dr. Brassai Sámuel élete c. könyve (Kolozsvár, 1927) a legterjedelmesebb Brassai-monográfia, értékét a személyes emlékek és máshol fel nem lelhető kortársi visszaemlékezések rögzítése adja meg. Carlyle-ről 1933-ban tanulmányt írt (ETF 61.), megemlékezett Erasmus halálának 400. évfordulójáról (Erdélyi Múzeum, 1937/2). Számos teológiai munka szerzője.

## Munkái

### Folyóiratcikkek
Teológiai irányú dolgozatai főleg a Keresztény Magvetőben és külön is jelentek meg. Ezek a következők: Luther Márton (Ker. Magvető, 1883.).  A tizenkét apostol tanítása (görögből ford. bevezetéssel). (Ker. Magvető, 1884.) Zwingli Ulrich és theologiája (Ker. Magvető 1884). A magyar unit. irodalom 16. századbeli termékei (Ker. Magvető, 1885). A szombatosok irodalmi maradványai és vallásos nézeteik (Ker. Magvető 1886.) Az unitarismus missziója (Budapesti Dávid Ferenc-egylet I. évkönyve, 1902). Az ótestamentom új világításban (Értesítő, 1903). Józan felfogás a bibliáról (angolból ford.; Értesítő, 1904). A zsidók és unitáriusok érintkezései Észak-Amerikában (Értesítő, 1904). Új theologia és unitarizmus (Értesítő, 1909). Kriza János és nagyajtai Kovács István barátsága (Ker. Magvető, 1912). A vallás forrásai (Ker. Magvető, 1913). Visszatekintés az unit. theol. akadémia fejlődésére (Ker. Magvető, 1916). Agh István püspök élete… (Ker. Magvető, 1938).
Szerkesztésében jelentek meg: Értesítő a nemzetközi unit. conferentiáról (1897), Tizenkét cikk az unitarizmusról (1900), Az unit. vallás Dávid Ferenc korában és azután (1910) és több alkalmi kiadvány. Szerkesztette továbbá az Unit. Közlönyt 1888-tól. Újra kiadta Dávidnak „Rövid magyarázat…” c. művét (1910).

### Önállóan megjelent művek
- Az iskola és a vallás. Kolozsvár, 1881
- Papszentelési ima és beszéd. Kolozsvár, 1883
- A tizenkét apostol tanítása. Görögből ford. és bevezette. Kolozsvár, 1884 (különnyomat a Keresztény Magvetőből)
- Az unitarius vallás fő elvei. Kolozsvár, 1889 (egyházi beszéd)
- A szószék jövője (Zsinati prédikáció), Kolozsvár, 1895)
- Szívemet hozzád emelem (Imakönyv) Kolozsvár, 1898; II. kiad. 1904)
- Brassai mint pedagógus. Kolozsvár, 1900
- Az unitarismus külföldön. Kolozsvár, 1901
- A modern bibliamagyarázat követelései a lelkésztől, Székelykeresztúr, 1906
- Unit. élet Észak-Amerikában, Székelykeresztúr 1908
- Dávid Ferenc theologiája (A Dávid „Rövid Magyarázata” új kiad. végén), Kolozsvár, 1910
- Angol és amerikai vallásos mozgalmak (Prot. Esték III.) Budapest, 1916
- Angol és amerikai unitárius társulatok százéves jubileuma. Kolozsvár, 1925
- Brassai Sámuel életrajza. Kolozsvár, 1927
- Br. Petrichevich Horváth Kálmán és elődei. Kolozsvár, 1929
- Szertartások és vallási szokások az unitárius egyházban. Kolozsvár, 1932
- Új theologia és az unitarizmus. Kolozsvár, 1934
- Az angol unitárius theologiai akadémia. Kolozsvár, 1935
- Az unitárius lelkész helyzete és szerepe Magyarországon. Kolozsvár, évjelzés nélkül
- Erasmus. Kolozsvár, 1937

Naplója a közelmúltban jelent meg: 
- Kovács Sándor, Molnár B. Lehel: Boros György unitárius püspök naplója 1926–1941. Az Erdélyi Unitárius Egyház Gyűjtőlevéltárának és Nagykönyvtárának kiadványai 1. 1. Kolozsvár, Unitárius Egyház, 2001. 244 old. ISBN 973-9203-90-6